# Grammotaulius sibiricus
Grammotaulius sibiricus là một loài Trichoptera trong họ Limnephilidae. Chúng phân bố ở miền Cổ bắc.